# (8795) 1981 EO9
(8795) 1981 EO9 là mộtn outer main-belt Hành tinh vi hình. Nó được phát hiện bởi Schelte J. Bus ở Đài thiên văn Siding Spring gần Coonabarabran, New South Wales, Úc, ngày 1 tháng 3 năm 1981.